# Kyle Pitts
Kyle Anthony Pitts (geboren am 6. Oktober 2000 in Philadelphia, Pennsylvania) ist ein US-amerikanischer American-Football-Spieler auf der Position des Tight Ends für die Atlanta Falcons.

## Highschool
Ursprünglich besuchte Pitts die Abington Senior High School in Abington, Pennsylvania. 2016 wechselte er auf die Archbishop Wood Catholic High School in Warminster, Pennsylvania. Er spielte für das Footballteam als Defensive End und Tight End. 2018 nahm er am Under Armour All-America Game teil. Er verpflichtete sich, College Football für die Florida Gators der University of Florida in der SEC zu spielen.

## College
In seiner ersten Saison spielte er in 11 Spielen als Backup. Er beendete die Saison mit drei gefangenen Pässen für 73 Yards und einem Touchdown.
2019 wurde er zum Starter auf der Tight End Position befördert. Er spielte in allen 13 Spielen und beendete das Jahr mit 54 gefangenen Pässen für 649 Yards und 5 Touchdowns. Er wurde außerdem in das First Team All-SEC berufen.
Aufgrund von Verletzungen konnte er in der Saison 2020 nur an acht Spielen teilnehmen. Dabei konnte er aber 43 Pässe für 770 Yards und 12 Touchdowns fangen. Im Dezember kündigte er an, auf sein letztes Jahr im College zu verzichten und sich auf den NFL Draft 2021 vorzubereiten. Außerdem verzichtete er auf den Cotton Bowl gegen Oklahoma.

## NFL
Pitts wurde im NFL Draft 2021 an vierter Stelle von den Atlanta Falcons und damit so früh wie bis dahin kein anderer Spieler seiner Position ausgewählt. Am 29. Juni 2021 unterschrieb er einen Vierjahresvertrag mit einer Teamoption für ein fünftes Jahr.
Am ersten Spieltag der Saison 2021 gab er bei der 6:32-Niederlage gegen die Philadelphia Eagles sein Debüt in der NFL und konnte dort vier Pässe für 31 Yards fangen. In Woche 5 konnte er beim Spiel gegen die New York Jets erstmals mehr als 100 Yards erzielen. Zusätzlich fing er seinen ersten Touchdown in der NFL und kam insgesamt auf 119 Yards Raumgewinn bei neun gefangenen Pässen. Pitts konnte in der ganzen Saison 68 Pässe für 1.026 Yards fangen. Damit wurde er zum erst zweiten Tight End nach Mike Ditka im Jahr 1961, welcher als Rookie Pässe für mehr als 1000 Yards fangen konnte. Für seine Leistungen wurde er in den Pro Bowl gewählt, jedoch verfehlte er mit den Falcons aufgrund einer Bilanz von 7–10 die Play-offs.
In seiner zweiten Saison bei den Falcons verletzte sich Pitts am elften Spieltag im Spiel gegen die Chicago Bears am rechten Knie, woraufhin er den Rest der Saison verpasste. Bis dahin erzielte er 356 Yards bei 28 Passfängen und zwei Touchdowns.